# Nebelung
Le nebelung est une race de chat originaire de Russie. Ce chat est la variété à poils mi-longs du Bleu russe (dont il partage les caractéristiques génétiques). À la première exposition féline (Crystal Palace 1871), étaient déjà montrés des chats bleus de Russie avec les caractéristiques des nebelungs.

## Origines
L'instabilité du début du XXe siècle fut très difficile pour de nombreuses races dont certaines ont quasiment disparu. C'est le cas des chats bleus de Russie.
La lignée américaine de cette race a été créée par les chats Siegfried (1984) et Brunhilde (1985). Cora Cobb, la propriétaire de Siegfried et de Brunhilde, fut très impressionnée par la beauté de ces chats bleu-gris. Siegfried et Brunhilde ont le physique d’un bleu russe mais avec le poil mi-long.

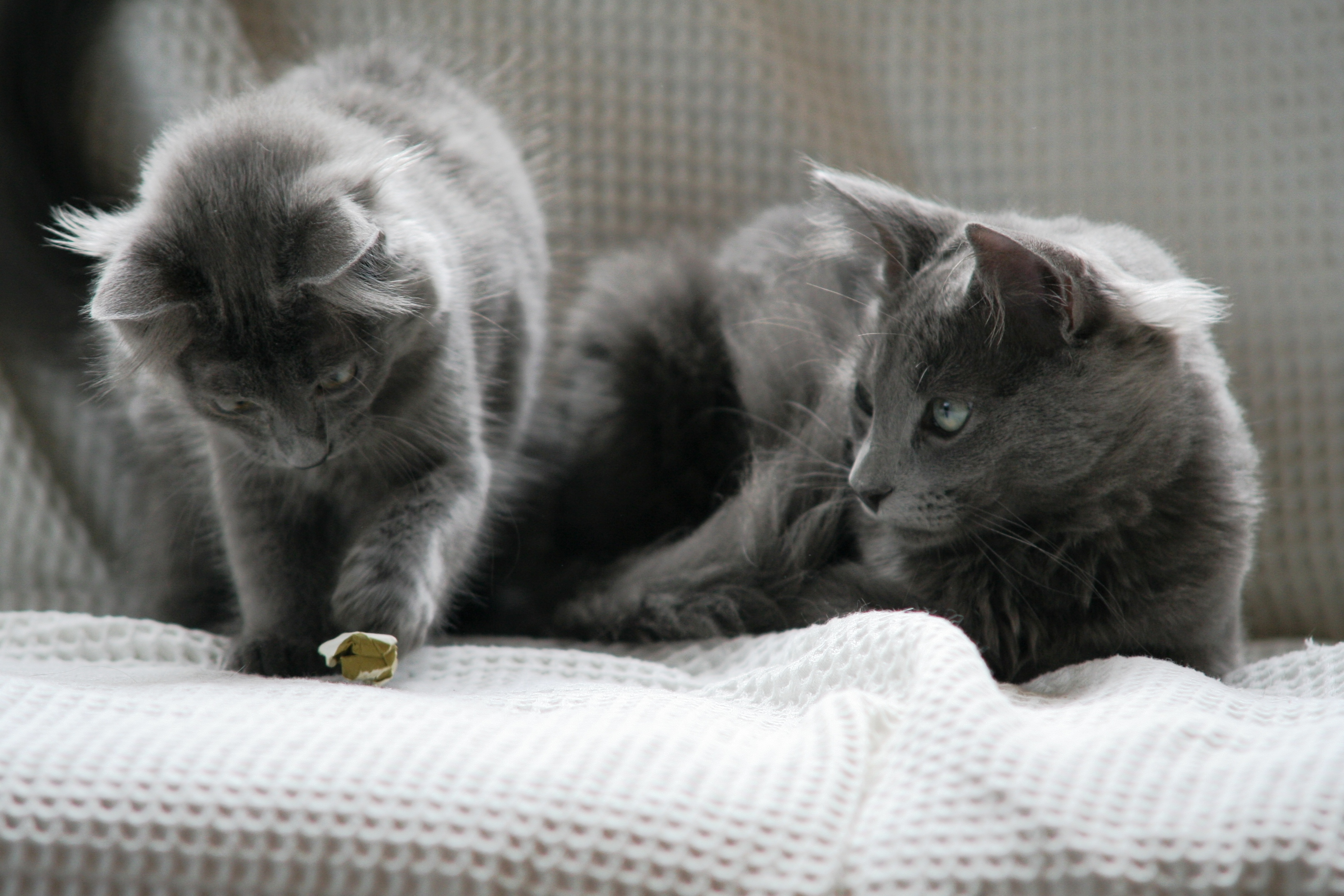
Deux nebelungs.

Pour savoir s'il était possible de commencer une nouvelle race avec ces chats, Cora contacta le généticien d'une association féline américaine TICA, le Dr. Solveig Pfleuger, qui déclara que la race serait définie en tant que bleu russe à poil mi-long. Aidée par le Dr. Pfleuger, Cora Cobb décrivit le standard de la race sur la base du bleu russe, mais avec une différence : sa longueur de poils.
Dans les standards de race de la TICA (première association qui a identifié le nebelung), on peut en trouver la première description. Lors d'une visite en Europe de l'Est, il fut présenté à Cora Cobb un bleu russe à poil mi-long. Des liens furent établis. Le premier échange de nebelung entre la Russie et les États-Unis ne se fait pas beaucoup plus tard. C’est ainsi que Georgin Winter Day rejoint l’élevage « Nebelheim ».
En 1993/1994, le premier nebelung arrive aux Pays-Bas. Il ne provient pas des États-Unis comme le suggère le début de l'histoire, mais de Russie. 
Aux Pays-Bas, un bleu russe Fokster Letty van den Broeck, de manière inattendue, s'avère être porteur du gène poils longs. Ce chaton confirme la possibilité de la présence du facteur poils-longs dans la race bleu russe. Le gène poils longs est récessif, les chats peuvent porter ce gène sans que cela soit connu.
Les deux premiers nebelungs connus de France sont Ciastek The Grey en provenance de Pologne et Ölrùn Azadeh en provenance des Pays-Bas.
Son nom est un mot-valise qui renvoie à la brume (en allemand Nebel) et aux créatures fantastiques des Nibelungen (à quoi renvoient les noms des deux chats dont il est issu).

### Le nebelung en Europe

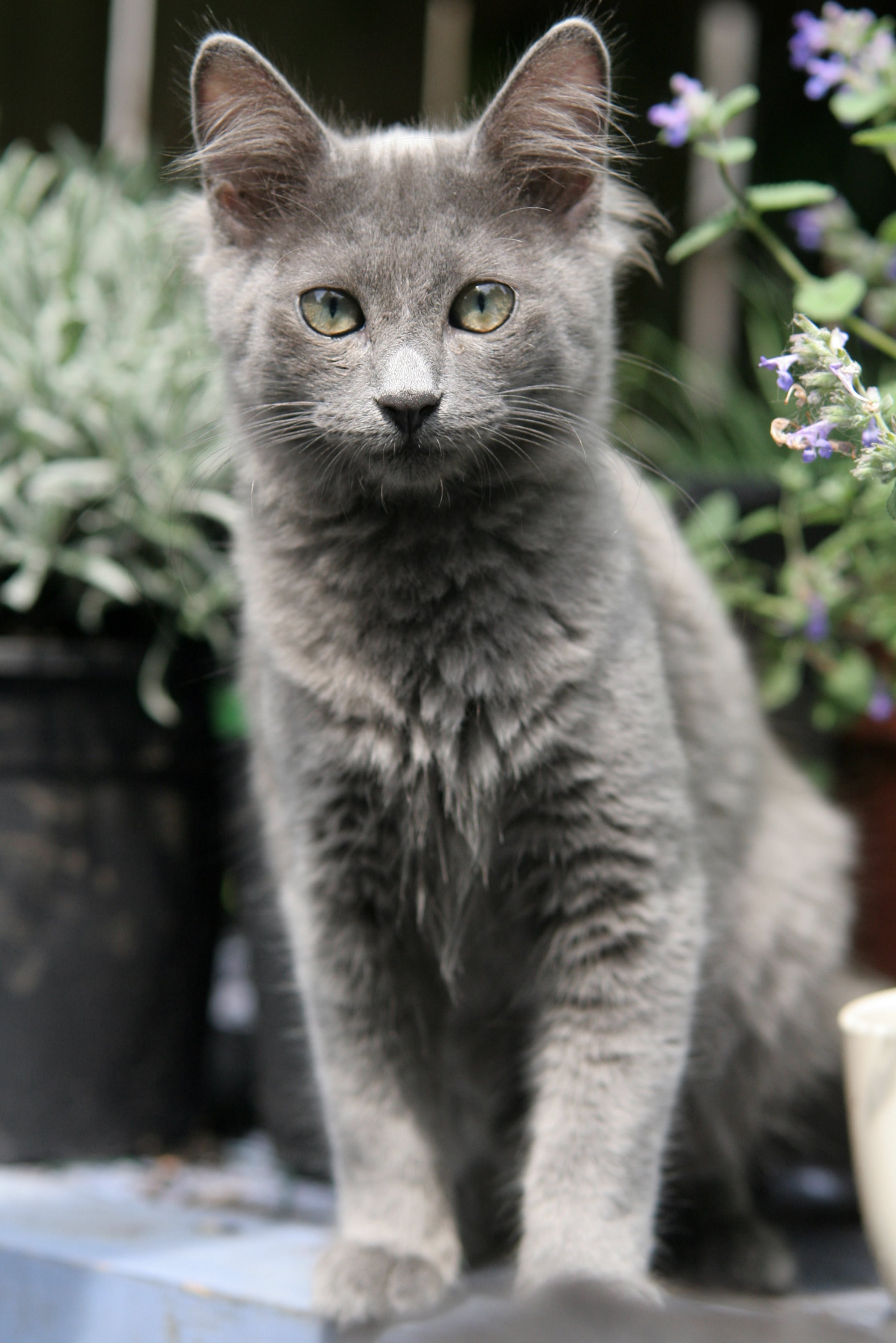
Jeune nebelung.

Le nebelung est une race plutôt rare, quelques éleveurs peuvent être trouvés aux États-Unis, Pays-Bas, Belgique, en Pologne, au Canada, en Allemagne, en France, en Ukraine et en Grande-Bretagne. On identifie des lignées américaines ainsi que des lignées russes. 
Actuellement, le nebelung est identifié par la TICA, le WCF, AFC, les associations indépendantes d'élevage aux Pays-Bas, Belgique et Allemagne. En France, le LOOF reconnait la race. Une démarche de reconnaissance par la Fife sera initiée. Le GCCF (en Angleterre) a enregistré le nebelung.

### Le nebelung en France
Les premiers nebelungs de France sont nés le 20 mai 2008. Il existe actuellement trois élevages dans l'Hexagone.
Au 5 juillet 2011, on recense 46 nebelungs en France.
Une nouvelle femelle a été importée de Pologne. Les chatons de la deuxième et troisième générations sont assurés de n'avoir qu'une très faible consanguinité. C'est une condition indispensable à un bon développement. Il y a maintenant deux femelles capables d'engendrer la deuxième génération avec le mâle importé d'Allemagne. Trois femelles et un mâle Bleu Russe variant aideront à élargir un peu plus le potentiel génétique de la race[réf. nécessaire].

## Standard
Les caractéristiques physiques du nebelung sont les mêmes que celles du Bleu russe (c'est une variété de la race ainsi que le Blanc et le Noir). Le corps est fin et élégant, la queue est longue, les oreilles presque aussi larges à la base que hautes, en alerte, bouts légèrement arrondis, taille plutôt grande, espacées, assez verticales, fourrure éparse à l'intérieur, extérieur recouvert d'un poil court et fin. Un plumet derrière les oreilles, wing angel, est apprécié. La couleur des yeux doit être verte, le plus foncé possible. La taille est moyenne et le corps musclé. Le nebelung est proche du bleu russe de type anglais.
Couleur de la robe : 
la robe est uniformément d'un bleu assez lumineux, avec une préférence pour une couleur claire. Le poil de garde présente une concentration argentée en bout de poil, donnant à la fourrure un aspect lumineux. Le cuir du nez est gris ardoise, les coussinets sont ardoise ou lilas.
Couleur des yeux : d'un vert le plus vif possible à l'âge adulte. Les yeux des chatons changent du jaune au vert. Un cercle vert apparaît autour de la pupille au bout de huit mois et la couleur définitive est atteinte après douze mois ou plus. Les chats dont les yeux ne sont pas d'un vert vif doivent être pénalisés, la pénalité étant déterminée par la quantité et la profondeur du vert en fonction de l'âge du chat. Pas de vert dans les yeux ou des yeux jaunes entraîne la disqualification. Les chats porteurs de « taches blanches » sont à écarter de la reproduction.
Tête :
Les contours de la tête sont formés par sept faces planes qui sont :
- du dessus du crâne jusqu’au front ;
- du front jusqu’au bout du nez, qui de profil forme une ligne droite ;
- du bout du nez jusqu’à la pointe du menton ;
- deux faces symétriques de chaque côté du museau ;
- deux faces symétriques formées par les pommettes larges et hautes.

Triangulaire quand elle est vue de face, la tête est particulièrement large au niveau des yeux.
Museau :
Avec ses contours arrondis, par contre, le museau, plutôt court et sans pinch, prolonge le triangle de la tête. Les coins légèrement relevés de sa bouche lui donnent une expression douce, comme souriante.
Yeux :
En forme de noix, les yeux sont assez grands et bien espacés l’un de l’autre. La couleur est du vert le plus intense possible chez les adultes.
Oreilles :
Aussi hautes que larges à la base, elles sont espacées de la largeur d’une oreille. Recouvertes de poils courts et fins à l’extérieur, elles sont fournies de poils plus longs sur la moitié de la surface intérieure.
Encolure :
Longue et fine, l’encolure apparaît plus lourde qu’elle ne l’est en réalité en raison de la densité de la fourrure.
Corps :
De format foreign, le corps est long et élégant. Bien musclé et sans aucune lourdeur, il peut paraître plus robuste qu’il ne l’est en réalité, en raison de la densité de la fourrure, surtout chez le nebelung. L’ossature est fine et la musculature puissante.
Pattes :
Longues et fines, les pattes sont en proportion avec le corps.
Pieds :
Petits et relativement ronds.
Queue :
Plutôt épaisse à la base, la queue est de longueur moyenne, allant jusqu’à la base des omoplates. Elle est bien fournie.
Robe :
De longueur moyenne, la fourrure est composée d’un sous-poil assez fin recouvert d’un poil de garde plus épais. 
Les mâles ont souvent une belle collerette qui est plus discrète chez les femelles. Des pantalons sont souhaitables ainsi que de légers « lynx tips » (plumets) à l’arrière des oreilles.
Couleur :
Bleu : robe d’un bleu uniforme et lumineux, avec une préférence pour les tonalités claires. 
L’extrémité des poils de garde présente une coloration argentée qui donne à la fourrure un aspect brillant, comme saupoudré d’argent. La truffe est gris charbon et les coussinets lilas foncé.

Les croisements entre bleus russes et nebelungs sont autorisés voire encouragés. C'est un bien pour le pool génétique du nebelung et ça ne nuit pas au bleu russe.

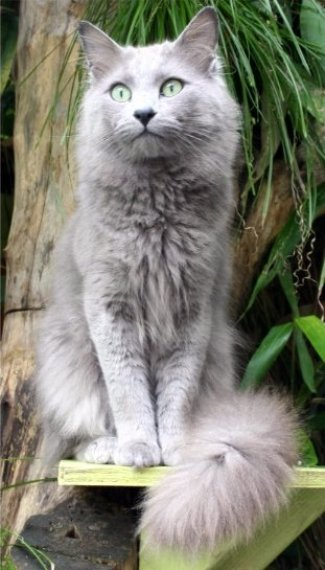
Mâle nebelung.

## Caractère
Le nebelung est décrit comme un chat vif, espiègle, affectueux, intelligent et de bonne compagnie. Il vit très bien en intérieur et est également très adroit. Comme son frère le Bleu russe, il préfère une maison calme. On décrit également le nebelung comme un chat distant avec les étrangers mais participant activement à la vie de la famille. Ces traits de caractère restent toutefois parfaitement individuels et sont avant tout fonctions de l'histoire de chaque chat.

## Entretien
Pour l'entretien d'un nebelung, rien de particulier n'est à prévoir.
Le toilettage propre aux races à poils longs n'est pas de mise chez le nebelung. Son poil soyeux ne fait pas de nœuds.
Il convient de faire les griffes et les oreilles tous les mois, comme tous les chats de qualité.
C'est important pour l'hygiène des oreilles.
Une brosse étrille fine est à utiliser couramment pour éliminer le poil mort. C'est important en période de mue pour éviter l'ingestion des poils. Un peigne en métal est possible aussi.
Un bain de temps à autre est possible.
Le bain nécessite un apprentissage. Il faut mouiller Minet progressivement. Un premier shampoing dégraissant est suivi par un shampoing de type « silver ». Après un séchage à la serviette, on le relâche dans un endroit chaud.
L'utilisation d'un sèche cheveux est possible avec un petit apprentissage.